# 크리스 카터 (각본가)

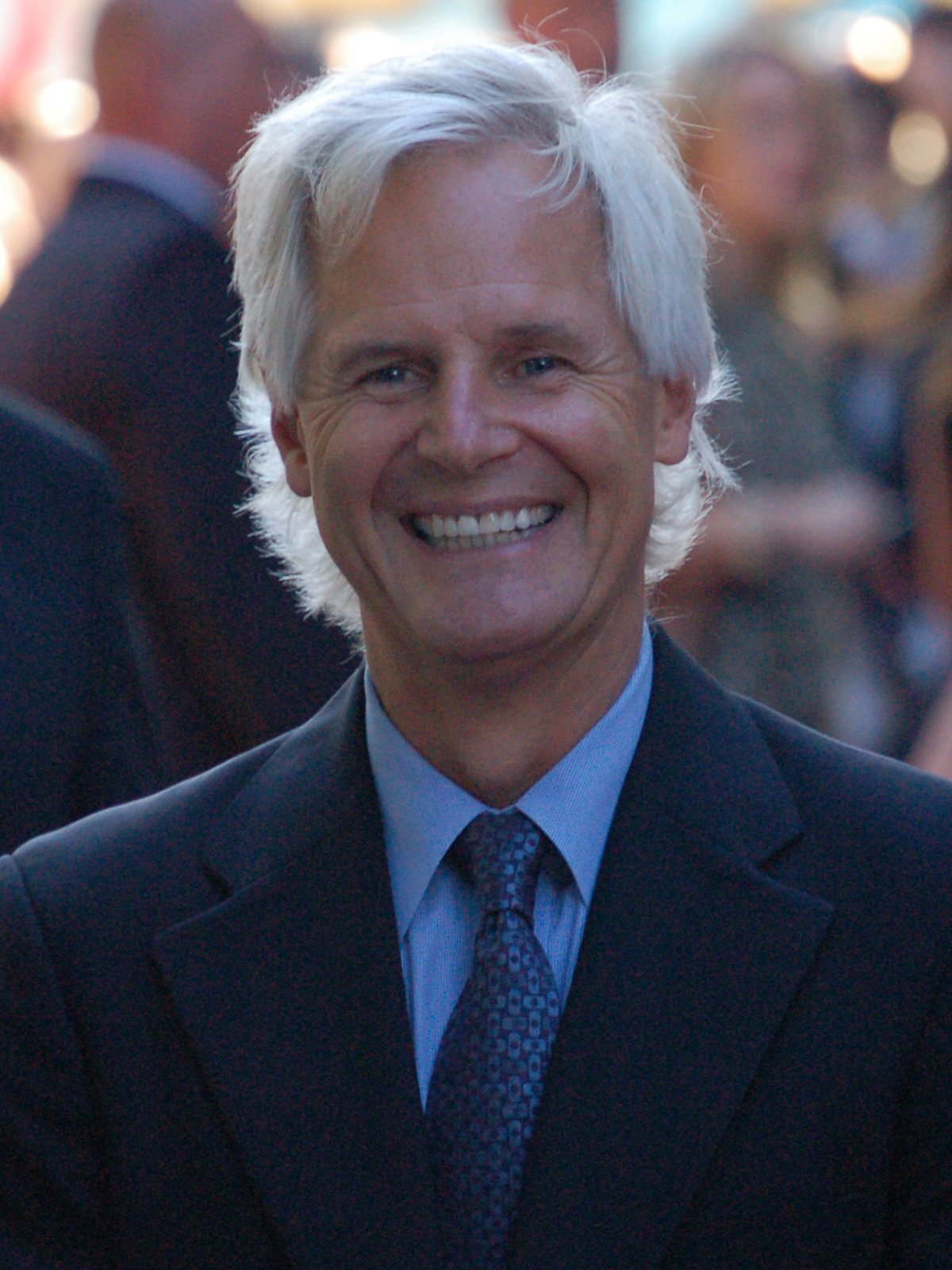
크리스 카터

크리스 카터(Chris Carter, 1957년 10월 13일 ~ )는 미국의 각본가이다.

## 참여작품
X파일 시즌 1~11 (1993~2018)